# Луцк (малый противолодочный корабль)
«Луцк» (укр. Луцьк) — малый противолодочный корабль проекта 1124МУ (шифр «Альбатрос», англ. Grisha-V class по классификации НАТО). МПК предназначен для поиска, обнаружения и уничтожения подводных лодок противника в прибрежных районах. Обеспечение развёртывания ПЛАРБ, охрана военно-морских баз и соединений ударных кораблей и конвоев судов. Мореходность — 4 балла, применение оружия возможно до 3 баллов.

## Особенности проекта
Проект 1124МУ — последний вариант модернизации малых противолодочных кораблей проекта 1124 разработанного в 1976 году. В сравнении с проектом 1124 корабли проекта 1124МУ оснащались более современными средствами вооружения и радиоэлектронным оборудованием. Модернизация проекта привела к значительному повышению тоннажа. Несмотря на все усилия конструкторов, которые вынуждены были снять одну РБУ-6000, стандартное водоизмещение корабля выросло на 10 %.
Корабли проекта имеют 76-мм артиллерийскую установку АК-176, модернизированный ЗРК «Оса-МА» и переносные зенитные ракетные комплексы «Стрела-3». Вместо РЛС обнаружения целей МР-320 «Топаз-2В» с дальностью действия 100 км в воздухе и 40 км на море, была установлена более эффективная РЛС МР-755 «Фрегат-МА-1» с составной формой сигнала при понижении его мощности (была принята на вооружение в 1982 году). Кроме того, корабли оснащены системой предупреждения о лазерном облучении «Спектр-Ф».
Оснащён комплексом пассивных помех ПК-10.
Противолодочное вооружение не изменилось — два двухтрубных 533-мм торпедных аппарата, 213-мм реактивная бомбомётная установка РБУ-6000, морские мины в количестве 18 штук и глубинные бомбы в количестве 12 штук. Вместо подкильной гидроакустической станции «Аргунь» была установлена новая ГАС «Платина» с дальностью действия до 15 км. Для улучшения мореходных качеств при работе ГАС «Шелонь-Т» корабли получили подрульное устройство «Поворот-159».

## История строительства
«Луцк» (заводской номер С-012) — один из первых кораблей ВМС Украины, при закладке МПК-85. Заложен 11 января 1991 года на Киевском судостроительном заводе «Ленинская кузница». Перезаложен для ВМС Украины 26 декабря 1992 года. Был спущен на воду 22 мая 1993 года, а с 14 по 16 ноября при помощи буксиров переведён по Днепру в Николаев, откуда 21 ноября после проверки двигателей начал переход в Севастополь. 30 декабря 1993 года официально принят в состав ВМС Украины. Военно-морской флаг Украины поднят 12 февраля 1994 года, и с этого момента «Луцк» включился в деятельность флота.

## Служба

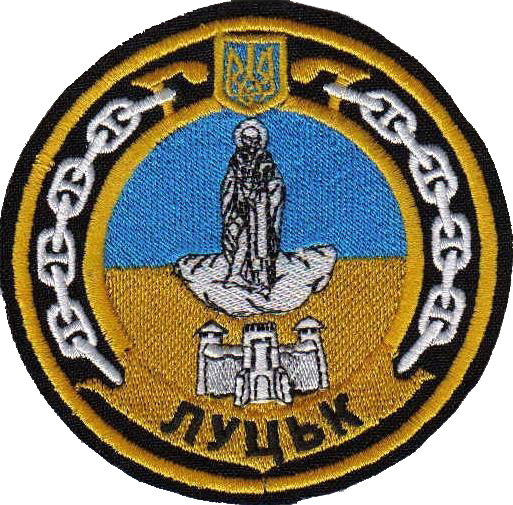
Нарукавный шеврон экипажа корабля

30 декабря 1993 года зачислен в состав 1-й бригады надводных кораблей, нанесён бортовой номер 400. В конце июня бортовой номер был сменён на U200. В июле 1994 года и августе 1995 года принял участие в международных учениях «Си Бриз—94» и «Си Бриз—95» проходивших в Болгарии.
В 1995 году U-200 «Луцьк» перечислен в состав 1-го дивизиона кораблей охраны водного района. В августе 1996 года — участие в учениях «Море—96».
В январе 1997 года выполнена первая в истории ВМС Украины ракетная стрельба. Затем корабль был перечислен в состав 5-го дивизиона кораблей охраны водного района. В апреле — участие в совместном сбор-походе с кораблями ЧФ России. В июле 1997 года МПК участвовал с коллегами из Болгарии в международных учениях «Кооператив партнёр—97», в августе — «Си Бриз—97». В ноябре прошел очередной сбор-поход с кораблями ЧФ России.
С 1998 года корабль перечислен в состав 21-го дивизиона кораблей охраны водного района. Апрель 1998 года — участие в совместном сбор-походе с кораблями ЧФ России. В июне 1998 года в Румынии прошли международные учения «Кооператив партнер—98». Ноябрь — «Си Бриз—98».
С апреля по май 1999 года сбор-поход. В августе — участие в международных учениях «Фарватер мира—99». В сентябре прошли учения «Дуэль—99». С апреля 2000 года корабль принял участие в сбор-походе. В 2000 году корабль принял участие в международных учениях «Кооператив партнер—2000» (июнь), «Си Бриз—2000» (июль) и «Черноморское партнёрство—2000» (сентябрь).
В 2001 году корабль перечислен в 7-й дивизион кораблей охраны водного района. Принял участие в международных манёврах «Фарватер мира—2001» и учениях «Дуэль—2001».
С 2002 года U-200 «Луцьк» включен в состав 5-го дивизиона кораблей охраны водного района. Участвовал в международных учениях «Си Бриз—2002». Осенью совместный сбор-поход с кораблями ЧФ России. В 2003 году морские учения «Фарватер мира—2003», «Кооператив партнер—2003» и «Черноморское партнёрство—2003».
В 2004 году зачислен в 5-ю бригаду надводных кораблей. Прошел общий сбор-поход кораблей ВМС Украины и международные учения «Кооператив партнер-2004». В 2005 году участвовал в учениях «Реакция—2005».
22 сентября 2006 года во время проведения сварочных работ в подсобном помещении поста станции в районе вспыхнул пожар. Инцидент произошел у причала в Стрелецкой бухте Севастополя. В ликвидации пожара участвовали сотрудники МЧС Севастополя. В результате пожара помещение станции корабля полностью выгорело и была удалена значительная часть обшивки. Сам корабль на длительное время был поставлен в ремонт.
С января 2007 года нанесён новый бортовой номер — U205. Участие в антитеррористической операции НАТО «Активные усилия» в Средиземном море. В 2008 году командно-штабные учения «Морской узел—2008».
По состоянию на 12 февраля 2009 года корабль прошёл более 55 тысяч морских миль, участвовал в парадах в честь ВМС Украины, был в сборах-походах кораблей ВМСУ и ЧФ РФ, посетил с дружественными визитами порты Болгарии, Румынии, Турции.
20 марта 2014 года на корабле был поднят российский флаг, а украинский экипаж выведен на сушу. Командир корабля во время аннексии Крыма, капитан 3-го ранга Сергей Макеев, перешёл на сторону России, но возглавил уже малый противолодочный корабль «Суздалец».
В декабре 2023 началась утилизация корабля.

## Командиры корабля
- Заремба Виктор Адамович — с 1993 по 1997 годы;
- Удовенко Иван Петрович — с 1997 по 1999 годы;
- Савченко Сергей Владимирович — с 1999 по 2002 годы;
- Корощенко Николай Николаевич — с 2002 по 2004 годы;
- Дорошенко Сергей Васильевич — с 2004 по 2008 годы;
- Бреев Григорий Александрович — с 2008 по 2009 годы;
- Куриленко Андрей Владимирович — с 2009 по 2010 годы;
- Крылов Сергей Леонидович — с 2010 по 2012 годы;
- Емельяненко Максим Александрович — с 2012 по 2014 годы;
- Макеев, Сергей Владимирович — в 2014 году.